# Antonín Slavík
Antonín Slavík (12. června 1869 Liblice – 22. července 1948 Praha), byl český a československý politik, meziválečný poslanec Revolučního národního shromáždění a senátor Národního shromáždění ČSR za agrární stranu.

## Biografie
V zemských volbách roku 1908 byl zvolen na Český zemský sněm za kurii venkovských obcí, obvod Slaný, Velvary, Libochovice. Uvádí se jako český agrárnický kandidát.
Byl profesí ředitelem Zajišťovacího svazu. Šlo o Zajišťovací svaz spolků pro pojišťování dobytka.
Od roku 1918 zasedal za agrárníky v Revolučním národním shromáždění.
Po parlamentních volbách v roce 1920 získal za Republikánskou stranu československého venkova (od roku 1922 Republikánská strana zemědělského a malorolnického lidu) senátorské křeslo v Národním shromáždění. Mandát ale nabyl až dodatečně roku 1922 jako náhradník poté, co rezignoval senátor František Pánek.
Zemřel 22. července 1948 v Praze.